# Grönländische Fußballmeisterschaft 2016
Die Grönländische Fußballmeisterschaft 2016 war die 54. Spielzeit der Grönländischen Fußballmeisterschaft.
Meister wurde zum zwölften Mal und zum fünften Mal in Folge Rekordmeister B-67 Nuuk.

## Teilnehmer
Von folgenden Mannschaften ist die Teilnahme an der Meisterschaft bekannt. Teilnehmer der Schlussrunde sind fett.
- Eqaluk-56 Ikerasak
- FC Malamuk Uummannaq
- Ukaleq-55 Qaarsut
- G-44 Qeqertarsuaq
- N-48 Ilulissat
- Kugsak-45 Qasigiannguit
- T-41 Aasiaat
- Kâgssagssuk Maniitsoq
- B-67 Nuuk
- GSS Nuuk
- IT-79 Nuuk
- NÛK
- Siuteroĸ Nanortalik
- TM-62 Kulusuk

## Modus
Die Mannschaften wurden für die Qualifikationsrunde in sechs Gruppen eingeteilt. Die besten sieben Mannschaften qualifizierten sich für die Schlussrunde. Gastgeber IT-79 Nuuk war automatisch qualifiziert. Die acht Mannschaften wurden in der Schlussrunde wie üblich in zwei Gruppen eingeteilt. Anschließend folgte die Halbfinals und die Platzierungsspiele.

## Ergebnisse

### Qualifikationsrunde

#### Nordgrönland
| Pl. | Verein               | Sp. | S | U | N | Tore    | Punkte |
| --- | -------------------- | --- | - | - | - | ------- | ------ |
| 1.  | FC Malamuk Uummannaq | 2   | 2 | 0 | 0 | 009:200 | 06     |
| 2.  | Ukaleq-55 Qaarsut    | 2   | 0 | 1 | 1 | 003:500 | 01     |
| 3.  | Eqaluk-56 Ikerasak   | 2   | 0 | 1 | 1 | 005:100 | 01     |

| Datum         |                      | Ergebnis |                    |
| ------------- | -------------------- | -------- | ------------------ |
| 15. Juli 2016 | FC Malamuk Uummannaq | 7:2      | Eqaluk-56 Ikerasak |
| 16. Juli 2016 | FC Malamuk Uummannaq | 2:0      | Ukaleq-55 Qaarsut  |
| 17. Juli 2016 | Eqaluk-56 Ikerasak   | 3:3      | Ukaleq-55 Qaarsut  |

#### Diskobucht
| Pl. | Verein                  | Sp. | S | U | N | Tore | Punkte |
| --- | ----------------------- | --- | - | - | - | ---- | ------ |
| 1.  | G-44 Qeqertarsuaq       | 3   | 2 | 1 | 0 | ?:?  | 07     |
| 1.  | N-48 Ilulissat          | 3   | 2 | 0 | 1 | ?:?  | 06     |
| 3.  | Kugsak-45 Qasigiannguit | 3   | 1 | 1 | 1 | ?:?  | 04     |
| 4.  | T-41 Aasiaat            | 3   | 0 | 0 | 3 | ?:?  | 0      |

| Datum         |                         | Ergebnis |                         |
| ------------- | ----------------------- | -------- | ----------------------- |
| 22. Juli 2016 | G-44 Qeqertarsuaq       | 3:0      | N-48 Ilulissat          |
| 22. Juli 2016 | Kugsak-45 Qasigiannguit | ?:?      | T-41 Aasiaat            |
| 23. Juli 2016 | N-48 Ilulissat          | ?:?      | Kugsak-45 Qasigiannguit |
| 23. Juli 2016 | G-44 Qeqertarsuaq       | ?:?      | T-41 Aasiaat            |
| 24. Juli 2016 | N-48 Ilulissat          | 5:1      | T-41 Aasiaat            |
| 24. Juli 2016 | Kugsak-45 Qasigiannguit | 1:1      | G-44 Qeqertarsuaq       |

#### Mittelgrönland
Die Qualifikationsgruppe war zweigeteilt. In einer Gruppe spielten die Mannschaften aus Nuuk, in der anderen die übrigen Mannschaften, welche jedoch mit Ausnahme des für die Schlussrunde qualifizierten Vereins Kâgssagssuk Maniitsoq nicht überliefert sind.
| Pl. | Verein    | Sp. | S | U | N | Tore    | Punkte |
| --- | --------- | --- | - | - | - | ------- | ------ |
| 1.  | B-67 Nuuk | 2   | 2 | 0 | 0 | 024:100 | 06     |
| 2.  | NÛK       | 2   | 1 | 0 | 1 | 015:500 | 03     |
| 3.  | GSS Nuuk  | 2   | 0 | 0 | 2 | 000:330 | 0      |

| Datum         |          | Ergebnis |           | Ort  |
| ------------- | -------- | -------- | --------- | ---- |
| 27. Juli 2016 | GSS Nuuk | 00:19    | B-67 Nuuk | Nuuk |
| 29. Juli 2016 | NÛK      | 1:5      | B-67 Nuuk | Nuuk |
| 31. Juli 2016 | NÛK      | 14:00    | GSS Nuuk  | Nuuk |

#### Südgrönland
Siuteroĸ Nanortalik qualifizierte sich für die Schlussrunde.

#### Ostgrönland
TM-62 Kulusuk qualifizierte sich für die Schlussrunde.

### Schlussrunde

#### Vorrunde
Alles Spiele fanden in Nuuk statt.
Gruppe A
| Pl. | Verein               | Sp. | S | U | N | Tore    | Punkte |
| --- | -------------------- | --- | - | - | - | ------- | ------ |
| 1.  | N-48 Ilulissat       | 3   | 3 | 0 | 0 | 017:000 | 09     |
| 2.  | IT-79 Nuuk           | 3   | 2 | 0 | 1 | 016:700 | 06     |
| 3.  | FC Malamuk Uummannaq | 3   | 1 | 0 | 2 | 005:800 | 03     |
| 4.  | TM-62 Kulusuk        | 3   | 0 | 0 | 3 | 001:240 | 0      |

| Datum         |                      | Ergebnis |                      |
| ------------- | -------------------- | -------- | -------------------- |
| 7. Aug. 2016  | IT-79 Nuuk           | 11:00    | TM-62 Kulusuk        |
| 7. Aug. 2016  | FC Malamuk Uummannaq | 0:2      | N-48 Ilulissat       |
| 9. Aug. 2016  | TM-62 Kulusuk        | 00:10    | N-48 Ilulissat       |
| 9. Aug. 2016  | IT-79 Nuuk           | 5:2      | FC Malamuk Uummannaq |
| 10. Aug. 2016 | TM-62 Nuuk           | 1:3      | FC Malamuk Uummannaq |
| 10. Aug. 2016 | IT-79 Nuuk           | 0:5      | N-48 Ilulissat       |

Gruppe B
| Pl. | Verein                | Sp. | S | U | N | Tore    | Punkte |    |
| --- | --------------------- | --- | - | - | - | ------- | ------ | -- |
| 1.  | B-67 Nuuk             | 3   | 3 | 0 | 0 | 008:000 | +8     | 09 |
| 2.  | G-44 Qeqertarsuaq     | 3   | 2 | 0 | 1 | 007:400 | +3     | 06 |
| 3.  | Siuteroĸ Nanortalik   | 3   | 1 | 0 | 2 | 003:600 | −3     | 03 |
| 4.  | Kâgssagssuk Maniitsoq | 3   | 0 | 0 | 3 | 003:110 | −8     | 0  |

| Datum         |                     | Ergebnis |                       |
| ------------- | ------------------- | -------- | --------------------- |
| 7. Aug. 2016  | G-44 Qeqertarsuaq   | 0:2      | B-67 Nuuk             |
| 7. Aug. 2016  | Siuteroĸ Nanortalik | 3:1      | Kâgssagssuk Maniitsoq |
| 9. Aug. 2016  | G-44 Qeqertarsuaq   | 1:0      | Siuteroĸ Nanortalik   |
| 9. Aug. 2016  | B-67 Nuuk           | 2:0      | Kâgssagssuk Maniitsoq |
| 10. Aug. 2016 | B-67 Nuuk           | 4:0      | Siuteroĸ Nanortalik   |
| 10. Aug. 2016 | G-44 Qeqertarsuaq   | 6:2      | Kâgssagssuk Maniitsoq |

#### Platzierungsspiele
Halbfinale
| Datum           |                | Ergebnis |                   | Ort  |
| --------------- | -------------- | -------- | ----------------- | ---- |
| 12. August 2016 | N-48 Ilulissat | 2:0      | G-44 Qeqertarsuaq | Nuuk |
| 12. August 2016 | B-67 Nuuk      | 4:0      | IT-79 Nuuk        | Nuuk |

Spiel um Platz 7
| Datum           |               | Ergebnis |                       | Ort  |
| --------------- | ------------- | -------- | --------------------- | ---- |
| 13. August 2016 | TM-62 Kulusuk | 0:10     | Kâgssagssuk Maniitsoq | Nuuk |

Spiel um Platz 5
| Datum           |                      | Ergebnis |                     | Ort  |
| --------------- | -------------------- | -------- | ------------------- | ---- |
| 13. August 2016 | FC Malamuk Uummannaq | 1:2      | Siuteroĸ Nanortalik | Nuuk |

Spiel um Platz 3
| Datum           |            | Ergebnis |                   | Ort  |
| --------------- | ---------- | -------- | ----------------- | ---- |
| 14. August 2016 | IT-79 Nuuk | 6:1      | G-44 Qeqertarsuaq | Nuuk |

Finale
| Datum           |           | Ergebnis |                | Ort  |
| --------------- | --------- | -------- | -------------- | ---- |
| 14. August 2016 | B-67 Nuuk | 3:1      | N-48 Ilulissat | Nuuk |